# Latouchia yaoi
Espèce
Latouchia yaoi est une espèce d'araignées mygalomorphes de la famille des Halonoproctidae.

## Distribution
Cette espèce est endémique du Shaanxi en Chine,. Elle se rencontre dans le district de Hantai.

## Description
Le mâle holotype mesure 10,07 mm et la femelle paratype 14,17 mm.

## Systématique et taxinomie
Cette espèce a été décrite par Hao, Yu et Zhang en 2025.

## Étymologie
Cette espèce est nommée en l'honneur de Yao Yang.

## Publication originale
- Hao, Yu & Zhang, 2025 : « Description of five new species from southern China, with note on the type species of Latouchia Pocock, 1901 (Araneae, Halonoproctidae). » Biodiversity Data Journal, vol. 13, no e137852, p. 1-37 (texte intégral).